# Paul Duez
Pour les articles homonymes, voir Duez.
Paul Duez, né le 29 novembre 1888 à Épinoy (Pas-de-Calais) et mort le 17 octobre 1947 à Paris 17e, est un juriste français. Il fut spécialiste de droit public et professeur de droit à la Faculté de droit de l'université de Lille.
Un ensemble scolaire porte son nom à Cambrai (Nord) ainsi qu'une rue à Lille.

## Ouvrages
- La Renaissance de l'acte abstrait dans les obligations : É tude de droit français, Lille, 1914, 170 p.

Notice de la thèse de doctorat en droit - [Thèse : Droit : Lille : 1914].
- Les Actes de gouvernement, Librairie du Recueil Sirey, 1935.
- Traité de droit administratif, Dalloz, 1952.
- Traité de droit administratif, Dalloz, 1955 (mise à jour au 1er septembre 1954).